# Pseudoclasseya inopinata
Pseudoclasseya inopinata là một loài bướm đêm trong họ Crambidae.